# スナガニ属
スナガニ属（スナガニぞく、砂蟹属、学名: Ocypode）は、十脚目（エビ目）スナガニ科のカニ。世界中の熱帯・温帯域に分布し、多くの種類がある。日本には3種類が分布する。
鋏脚は左右どちらかが大きいが、シオマネキほどの差異はない。眼が大きいため視力がよく、全方向を見渡すことができる。砂浜に45°の角度で深さ1メートル以上の巣穴を掘る。時速16kmほどで走ることができ、急な方向転換も得意である。夕方に波打ち際まで走って鰓に海水を受け、酸素を補給する。雌は初夏に放卵する。
スナガニ属の英語での総称は"Ghost crab"（幽霊ガニ）である。この名の由来は文献によって差異がある。
- 足が速いため「影を残して走り去る」という例えから
- 素早く巣穴に隠れるため「さっきまで居たはずなのにもう居ない」ことから
- 保護色で砂の色に紛れこむため、夜の砂浜に照明を当てると「影だけが動いている」ように見えることから

## 主な種
スナガニ O. stimpsoni、Stimpson's ghost crab、 Ortmann, 1897
甲幅は3cmほどで、甲は背中側にやや膨らんだ長方形をしている。大鋏の内側に顆粒列が並ぶ。
ミナミスナガニ O. cordimana、 Smooth-handed ghost crab Latreille, 1818
甲幅3cmほどで、西日本から西太平洋、インド洋の砂浜海岸に広く分布する。スナガニに似ているが甲羅がやや丸くて白っぽいこと、大鋏に顆粒列がないことなどで区別する。
ツノメガニ O. ceratophthalmus、 Horned ghost crab、 Horn-eyed ghost crab (Pallas, 1772)
甲幅4cmほどで、スナガニやミナミスナガニより大きい。沖縄諸島から西太平洋、インド洋の砂浜海岸に分布する。和名通り複眼の上に1本の突起があり、長いまつ毛が生えたように見える。また大鋏の顆粒列は下半分だけにある。

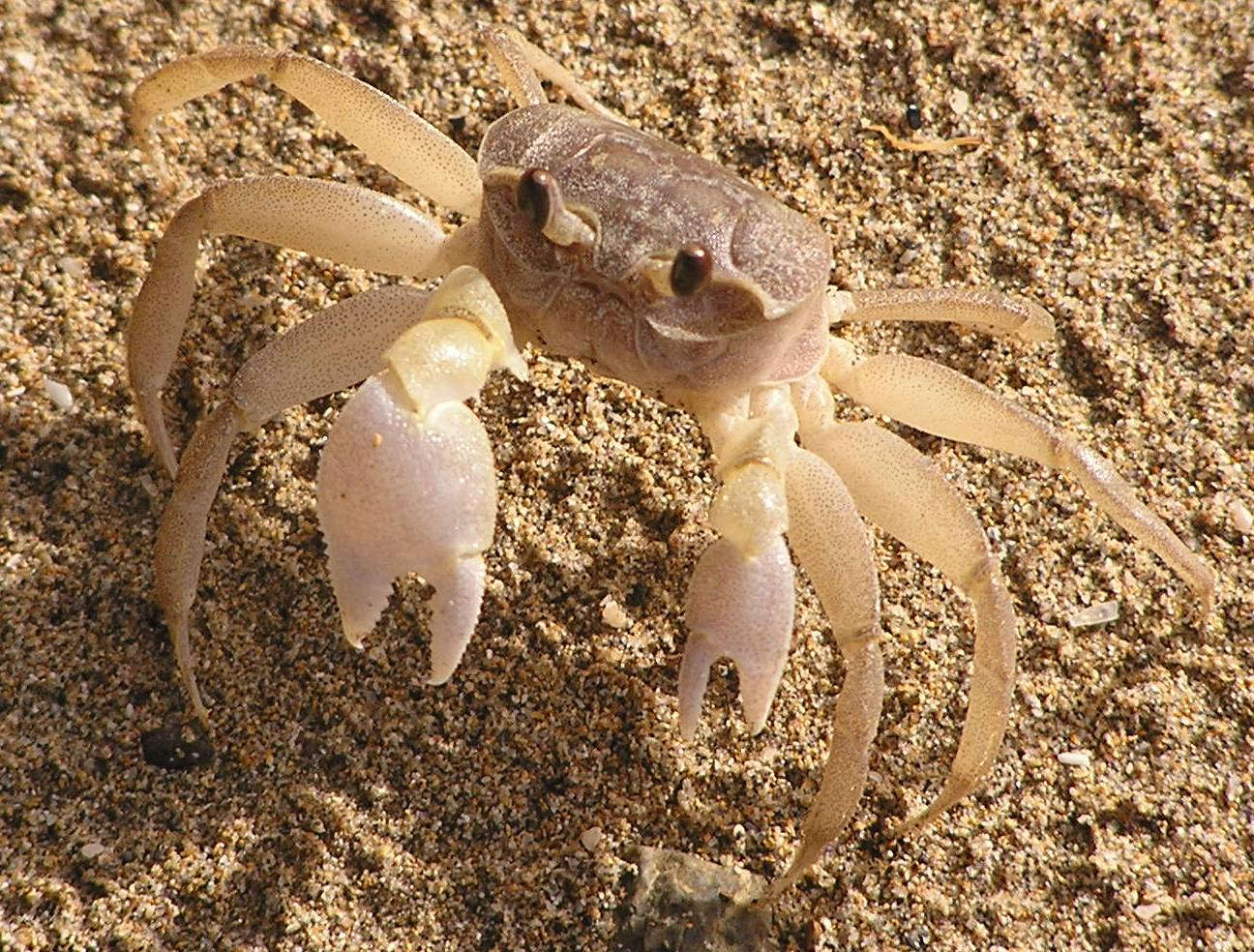
ミナミスナガニ (Ocypode cordimana)
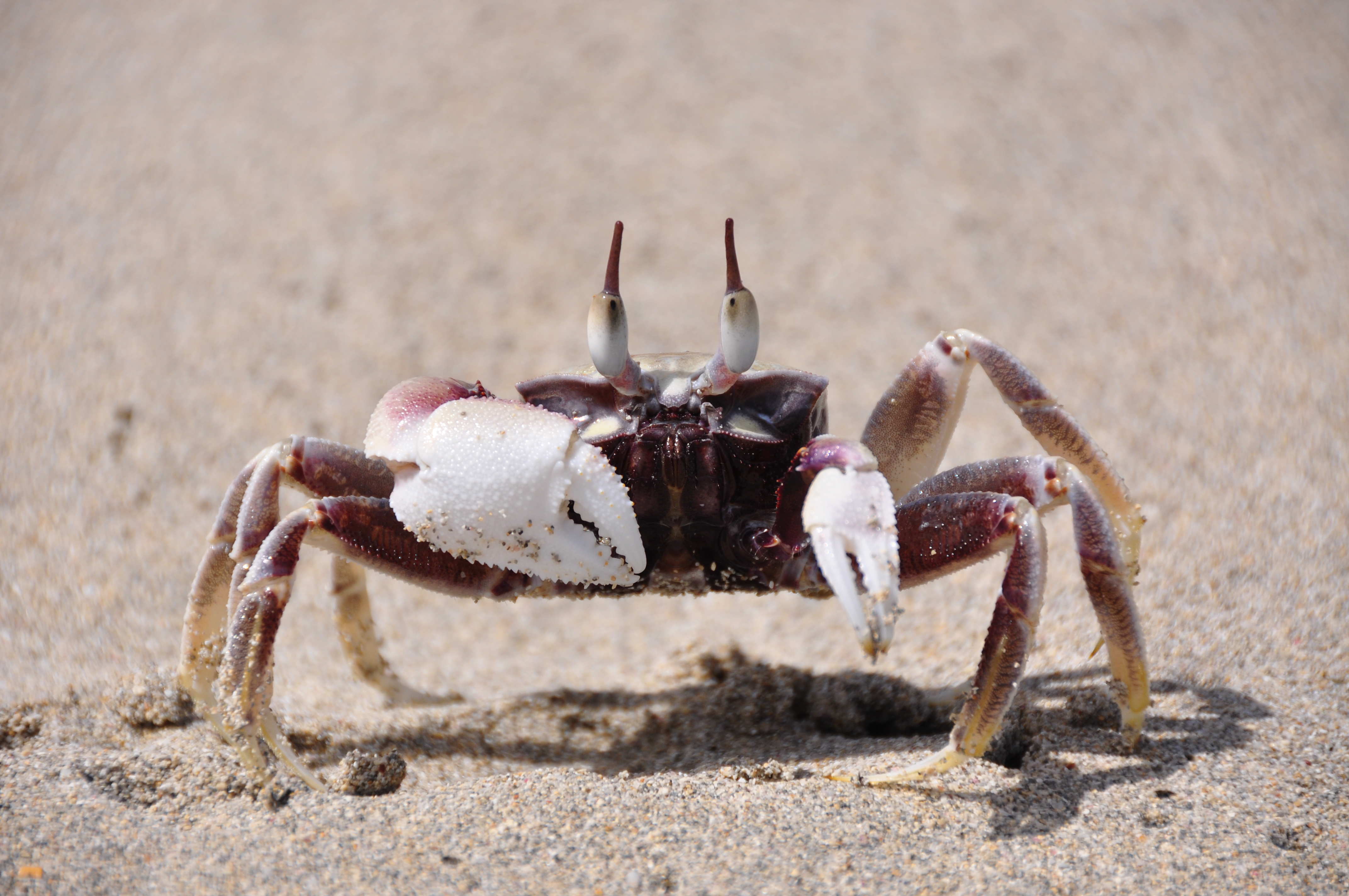
ムラサキのツノメガニ (Ocypode ceratophthalmus)
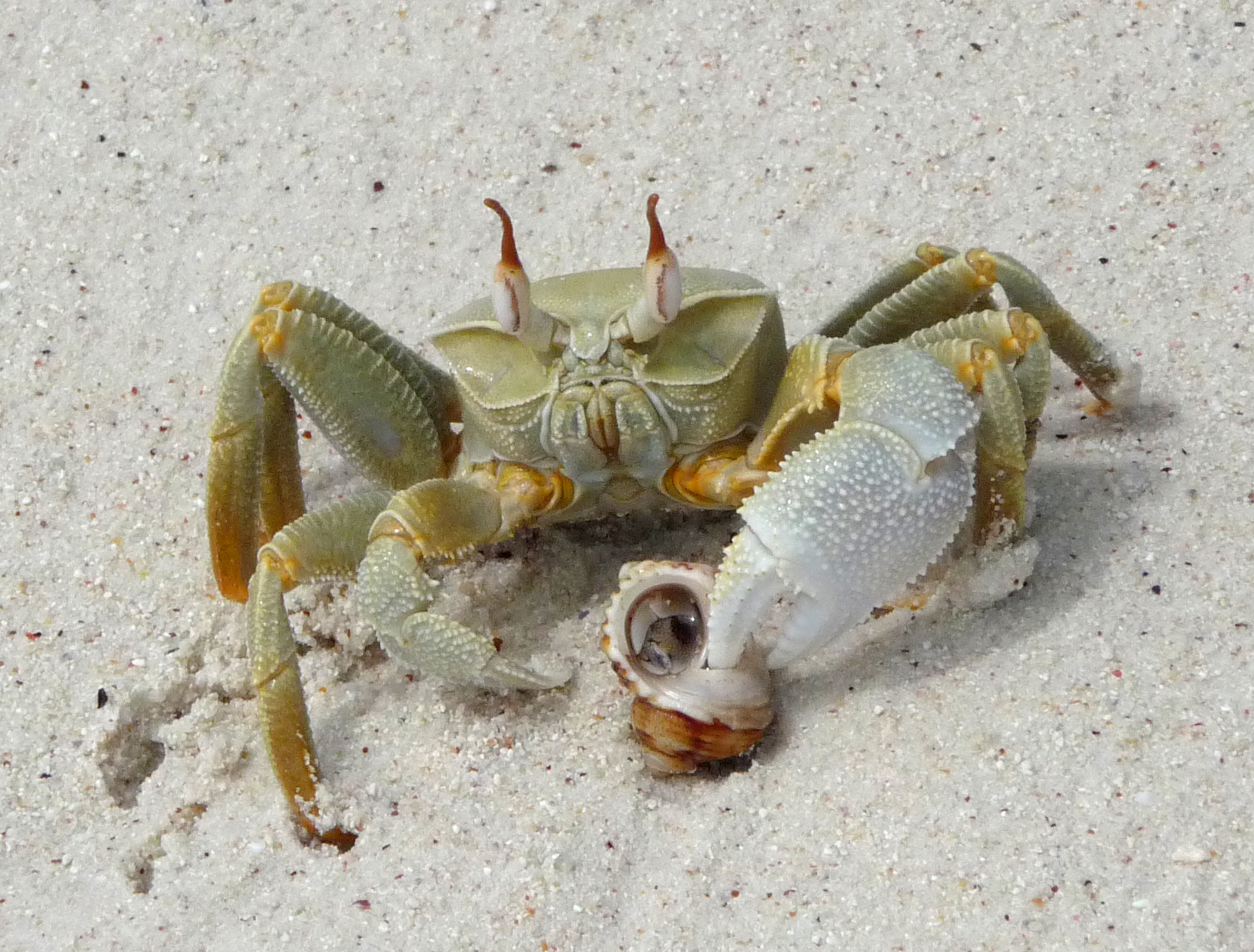
ミドリのツノメガニ (Ocypode ceratophthalmus)
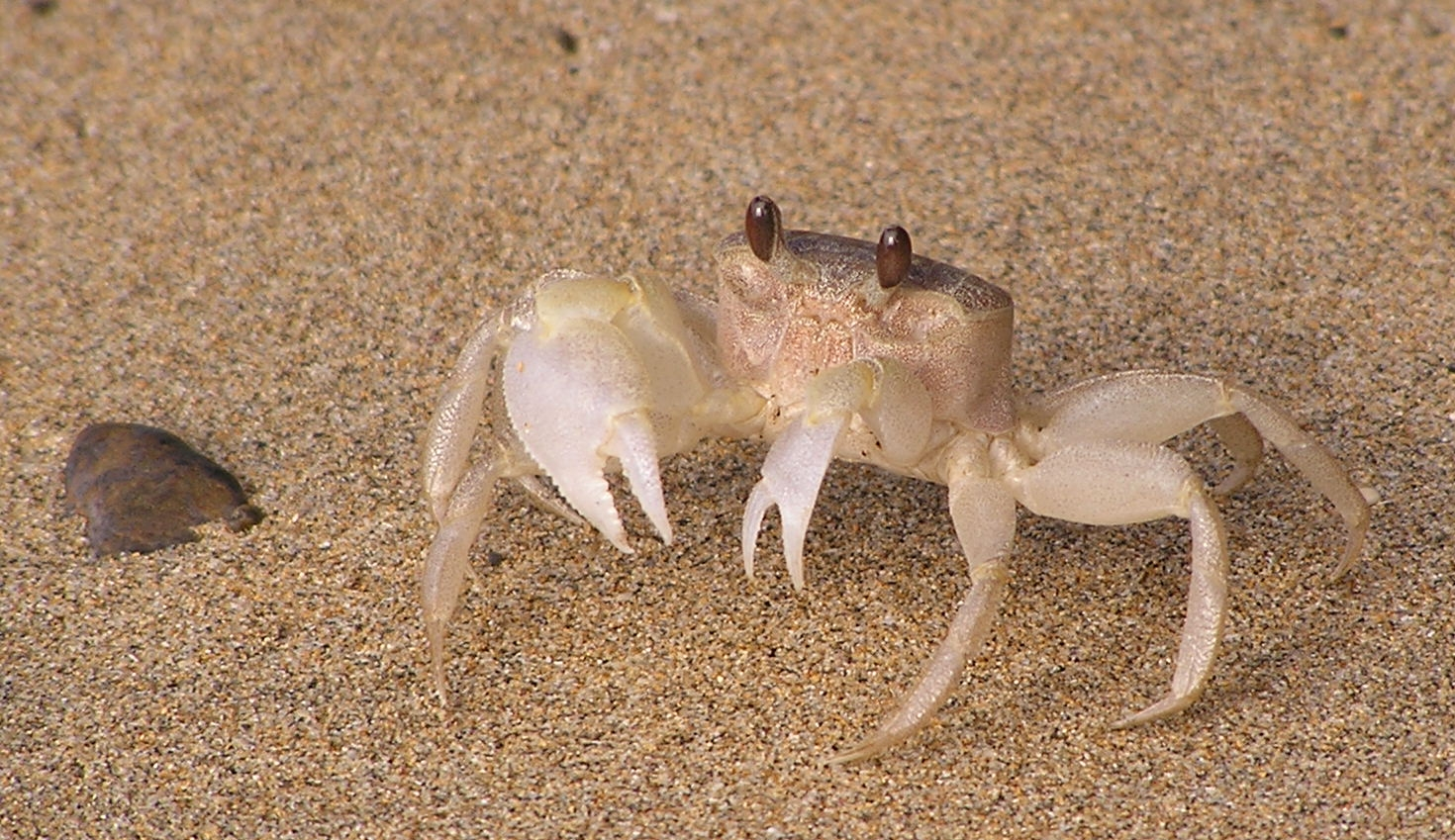
ミナミスナガニ
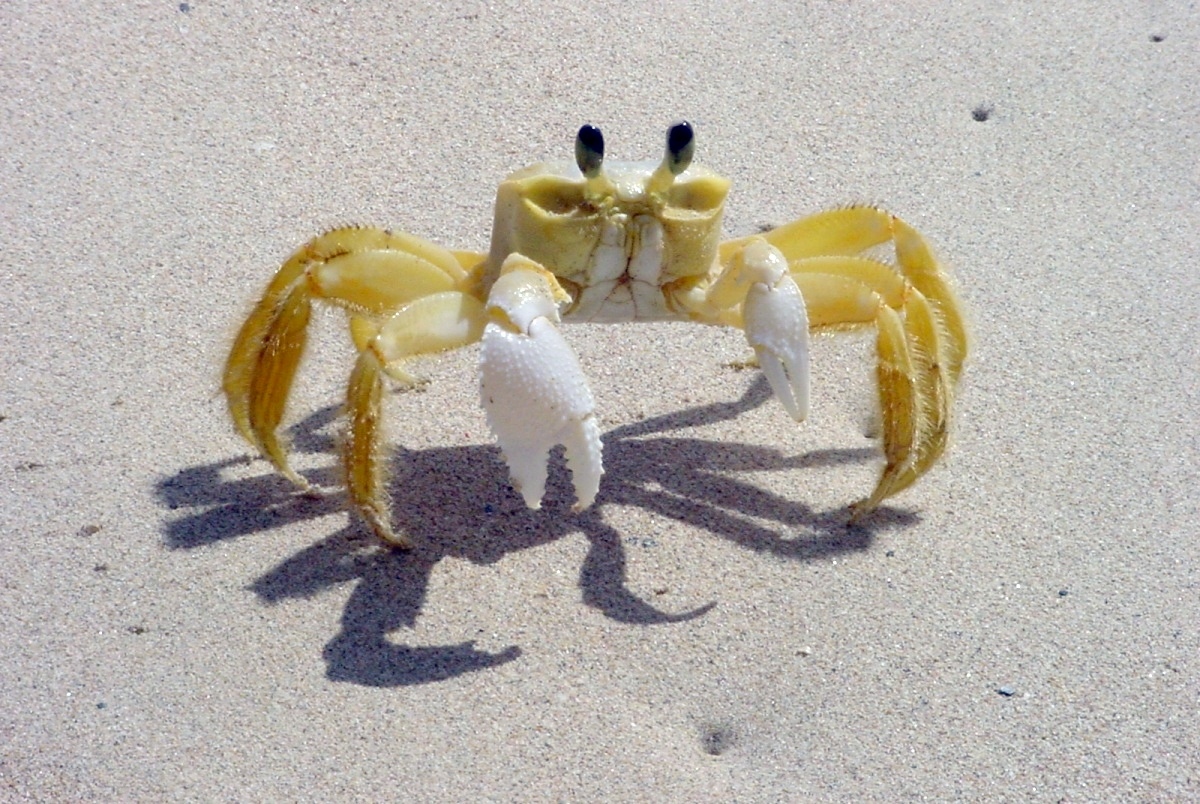
Atlantic ghost crab （O. quadrata）
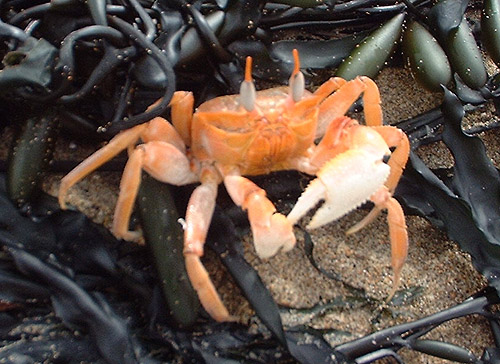
Painted ghost crab、 Cart driver crab （O. gaudichaudii）
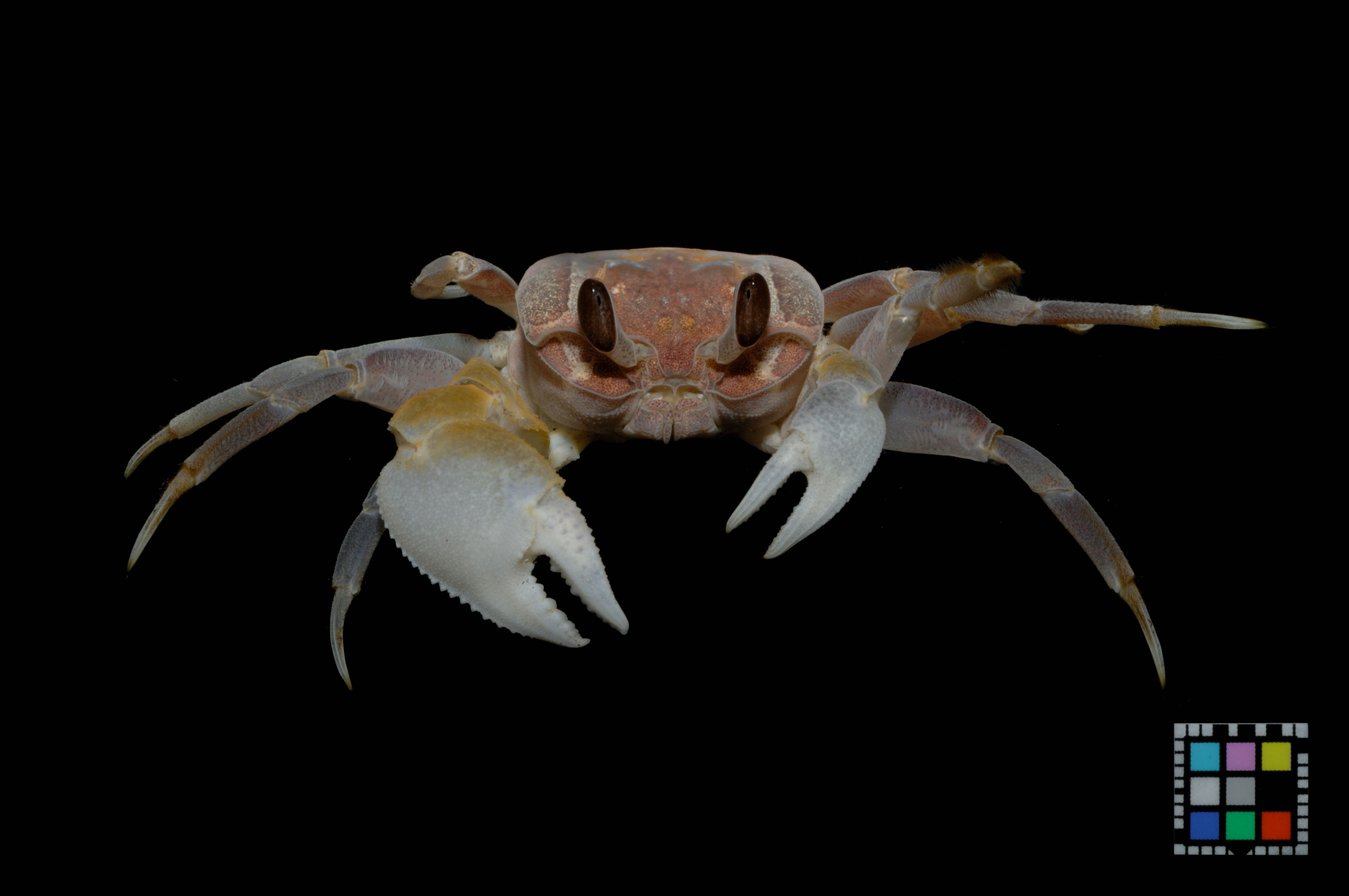
ミナミスナガニ．徳之島
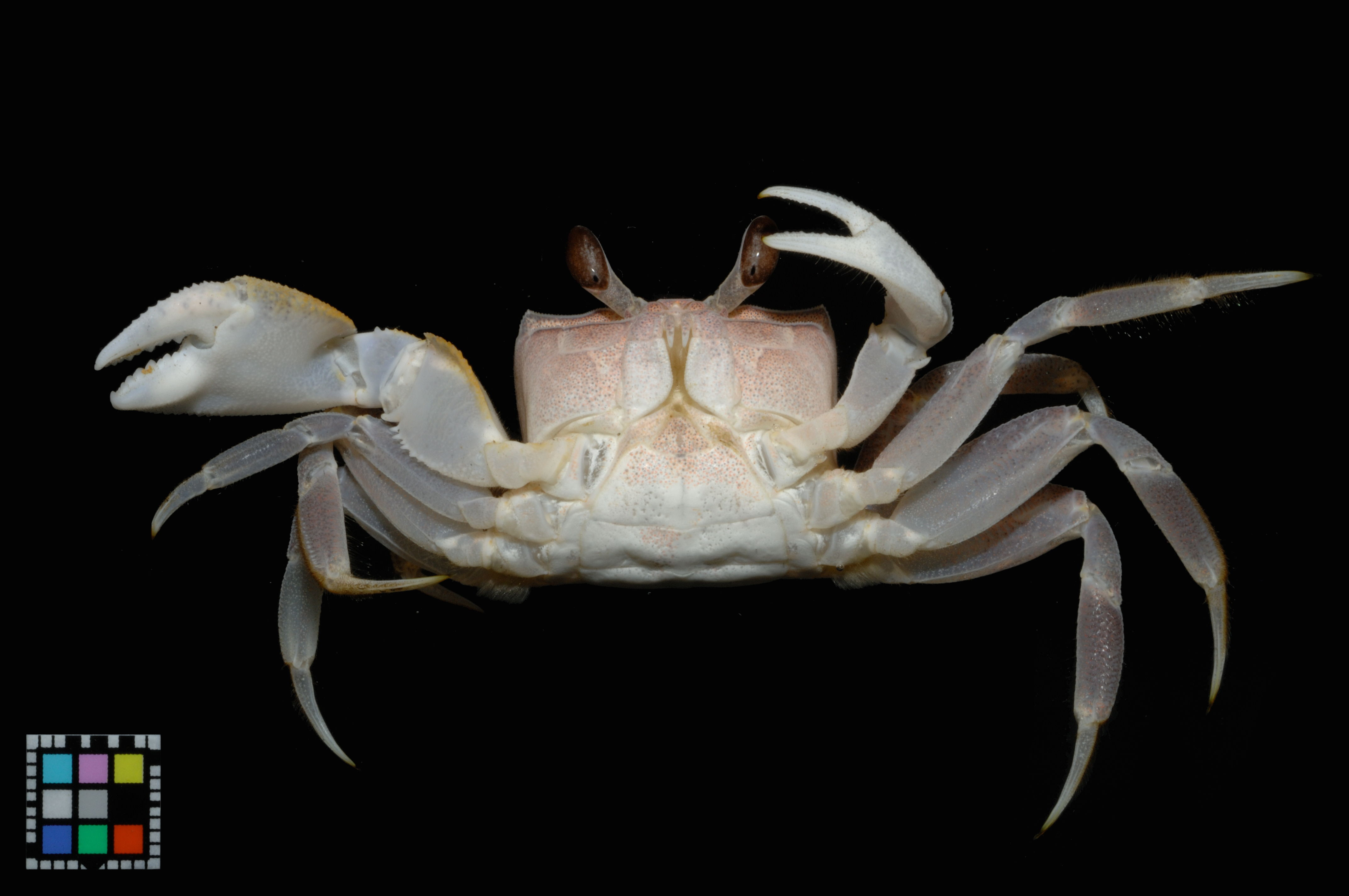
ミナミスナガニ（徳之島）．腹面．大鋏には顆粒列がない
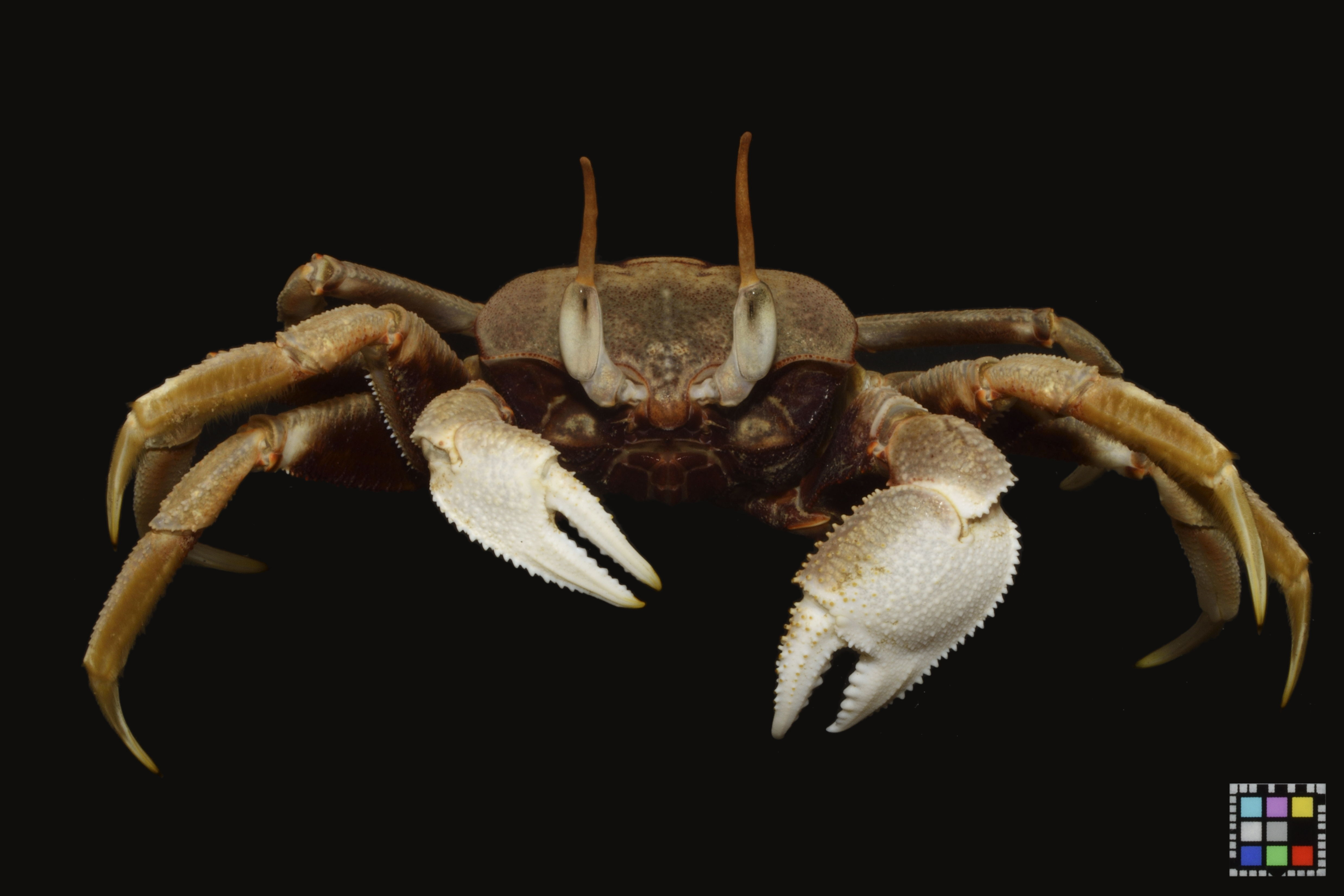
ツノメガニ．徳之島